# プロレスラー一覧
プロレスラー一覧（プロレスラーいちらん）は、プロレスラーの一覧である。国内団体の選手には日本のプロレス団体に所属している外国籍の選手を含む。

## 日本団体の男子選手

### 新日本プロレス所属及び主要参戦選手
- 石井智宏
- 石森太二
- EVIL
- 上村優也
- 海野翔太
- エル・デスペラード
- エル・ファンタズモ
- 大岩陵平
- オスカー・ロイべ（英語版）
- 嘉藤匠馬
- 金丸義信
- カラム・ニューマン
- KUSHIDA（TNA兼任所属）
- クラーク・コナーズ
- グレート-O-カーン
- ゲイブ・キッド
- 外道
- ケビン・ナイト
- KONOSUKE TAKESHITA
- 小島聡
- 後藤洋央紀
- ザック・セイバーJr.
- ザ・DKC（英語版）
- SANADA
- ジェイク・リー
- ジェイコブ・オースティン・ヤング
- シェイン・ヘイスト
- SHO
- 邪道
- ゼイン・ジェイ
- タイガーマスク
- タイチ
- 鷹木信悟
- 高橋ヒロム
- 高橋裕二郎
- 田口隆祐
- 棚橋弘至
- チェーズ・オーエンズ
- 辻陽太
- TJP
- ディック東郷
- デビッド・フィンレー
- 天山広吉
- テンプラリオ
- DOUKI
- ドリラ・モロニー
- 永井大貴
- 中島佑斗
- 永田裕志
- 成田蓮
- ニンジャ・マック（フリー）
- ハートリー・ジャクソン
- バッド・デュード・ティト
- ドン・ファレ
- 藤田晃生
- フランシスコ・アキラ
- HENARE
- ボルチン・オレッグ
- 本間朋晃（フリー）
- マイキー・ニコルス
- 真壁刀義
- マスター・ワト
- 松本達哉
- 村島克哉
- 安田優虎
- 矢野通
- YOH
- YOSHI-HASHI
- ロッキー・ロメロ
- ロビー・エックス
- ロビー・イーグルス

### 全日本プロレス所属及び主要参戦選手
- 青柳亮生
- 青柳優馬
- 芦野祥太郎
- 綾部蓮
- 安齊勇馬
- 井上凌
- 大森北斗
- 羆嵐（フリー）
- 黒潮TOKYOジャパン（プロレスリングアップタウン）
- 斉藤ジュン
- 斉藤レイ
- サイラス（フリー）
- 鈴木秀樹
- 諏訪魔
- 立花誠吾（プロレスリングアップタウン）
- 田村男児
- デイビーボーイ・スミスJr（MLW）
- 土井成樹（フリー）
- 長尾一大心
- 渕正信
- 本田竜輝
- MAZADA（東京愚連隊）
- MUSASHI
- 宮原健斗
- 吉岡世起（フリー）
- ライジングHAYATO（愛媛プロレス兼任所属）

### プロレスリング・ノア所属及び主要参戦選手
- AMAKUSA
- アルファ・ウルフ（フリー）
- アレハンドロ
- アンソニー・グリーン（フリー）
- 稲葉大樹
- 稲村愛輝
- イホ・デ・ドクトル・ワグナー・ジュニア（フリー）
- Eita
- LJクリアリー（フリー）
- 大原はじめ
- 大和田侑
- OZAWA
- 小田嶋大樹
- カイ・フジムラ（フリー）
- ガレノ・デル・マル（フリー）
- 清宮海斗
- 拳王
- KENTA
- 小峠篤司
- 近藤修司（フリー）
- サクソン・ハックスリー（英語版）（フリー）
- 佐々木憂流迦
- 潮崎豪
- ジャック・モリス（フリー）
- 杉浦貴
- スペル・クレイジー（フリー）
- 征矢学
- ダガ（フリー）
- タダスケ
- 谷口周平
- ドラゴン・ベイン（フリー）
- HAYATA
- Hi69
- 藤田和之
- ブラックめんそーれ（フリー）
- マサ北宮
- 丸藤正道
- 宮脇純太
- モハメド・ヨネ
- YO-HEY
- ヨシタツ（フリー）

### DDTプロレスリング所属及び主要参戦選手
- 彰人
- 秋山準
- アントーニオ本多（フリー）
- 飯野雄貴
- 石田有輝
- 伊橋剛太
- イルシオン
- 上野勇希
- 遠藤哲哉
- 大石真翔（フリー）
- 大鷲透（フリー）
- 岡谷英樹
- 勝俣瞬馬
- KANON
- KUDO
- クリス・ブルックス（フリー）
- KONOSUKE TAKESHITA（新日本プロレス、AEW兼任所属）
- 高鹿佑也
- ゴージャス松野
- 佐々木大輔
- 佐藤大地
- スーパー・ササダンゴ・マシン（SLUSH-PILE.兼任所属）
- 須見和馬
- 高尾蒼馬
- 髙木三四郎
- 高梨将弘
- 男色ディーノ
- To-y
- 中澤マイケル（AEW兼任所属）
- 中村圭吾
- 納谷幸男
- HARASHIMA
- 樋口和貞
- 平田一喜
- ポコたん
- 星誕期
- MAO
- MJポー
- 正田壮史
- 松永智充
- 夢虹
- ヨシヒコ
- 吉村直巳
- 瑠希也

### 大日本プロレス所属及び主要参戦選手
- 青木優也
- 浅倉幸史郎
- アブドーラ・小林
- 伊東竜二
- 岡林裕二
- 神谷英慶
- 菊田一美
- グレート小鹿
- 佐藤孝亮
- 関本大介
- 関札皓太
- 高橋匡哉
- 谷口裕一
- 中之上靖文
- 橋本和樹
- 橋本大地（BURST兼任所属）
- 浜亮太
- フランク篤
- 星野勘九郎
- 森廣祐基
- 吉田和正
- 吉野達彦

### みちのくプロレス所属及び主要参戦選手
- 大瀬良泰貴
- 小笠原泰良
- GAINA（フリー）
- 郡司歩
- 気仙沼二郎
- Ken45°
- ザ・グレート・サスケ
- 新崎人生
- ディック東郷
- のはしたろう
- HAPPY-MAN
- 日向寺塁
- フジタ"Jr"ハヤト
- 卍丸
- ヤッペーマン1号
- ヤッペーマン2号
- 山谷林檎
- ラッセ

### DRAGONGATE所属及び主要参戦選手
- 新井健一郎
- ISHIN
- ウルティモ・ドラゴン
- SB KENTo
- KAI（フリー）
- Kagetora
- 加藤良輝
- 神田裕之
- 菊田円
- Kzy
- このまま市川
- 斎藤了
- 佐原明浩
- ジェイソン・リー
- ジミー
- JACKY"FUNKY"KAMEI
- しゃちほこBOY
- シュン・スカイウォーカー
- ストロングマシーン・J
- 田中良弥
- ドラゴン・キッド
- ドラゴン・ダイヤ
- ドン・フジイ
- 布田龍
- B×Bハルク
- BIGBOSS清水
- 藤原拓磨
- フラミータ（フリー）
- Ben-K
- パンチ富永
- H・Y・O
- 堀口元気
- 箕浦康太
- Riiita
- 望月ジュニア
- 望月成晃
- 問題龍
- 柳内大貴
- YAMATO
- U-T
- 横須賀ススム
- 吉岡勇紀
- 吉田隆司
- ヨースケ♡サンタマリア
- ラ・エストレージャ

### プロレスリングZERO1所属及び主要参戦選手
- クリス・ヴァイス
- 菅原拓也
- 田中将斗（超花火プロレス兼任所属）
- 朱鷺裕基
- ヒデ久保田
- 松永準也
- ヤス久保田
- 横山佳和

### プロレスリングFREEDOMS所属及び主要参戦選手
- 植木嵩行（フリー）
- オルカ宇藤（フリー）
- 葛西純
- 鎌田直樹
- 神威
- GENTARO
- 佐久田俊行（フリー）
- 佐々木貴
- 杉浦透
- 進祐哉（フリー）
- 竹田誠志（フリー）
- ドラゴン・リブレ
- ビオレント・ジャック（フリー）
- 平田智也
- 吹本賢児
- 正岡大介
- マンモス佐々木

### プロレスリングBASARA所属及び主要参戦選手
- 阿部史典（フリー）
- 井上彪流
- 薄井鉄央
- 風戸大智
- 神野聖人
- 木高イサミ
- KUBITO
- SAGAT
- 下村大樹
- 関根龍一
- 塚本拓海
- ツトム・オースギ（フリー）
- トランザム★ヒロシ
- 中津良太
- 中野貴人
- 野村卓矢（格闘探偵団）
- バナナ千賀（フリー）
- 藤田ミノル（フリー）
- FUMA
- ヤス・ウラノ（フリー）
- 竜剛馬（控）
- リル・クラーケン

### シアタープロレス花鳥風月所属及び主要参戦選手
- 安倍健治（CMAプロレス兼任所属）
- 韋駄天
- エレファント前田
- 大川順平
- 斎藤拓海
- ザ・シャーク
- 武村謙志郎
- 中台宣（フリー）
- 野村龍之介
- 服部健太
- ビッグバン・ベリー

### ガンバレ☆プロレス所属及び主要参戦選手
- 石井慧介
- 今成夢人（飯伏プロレス研究所兼任所属）
- 大家健
- 勝村周一朗（リバーサルジム横浜グランドスラム兼任所属）
- 川上翔大
- 冨永真一郎（CWP兼任所属）
- 中村宗達
- 前口太尊（飯伏プロレス研究所）
- 渡瀬瑞基
- 和田拓也（フリー）

### パンクラス所属及び主要参戦選手
- 伊藤崇文
- 佐藤光留
- 鈴木みのる
- 冨宅飛駈
- 2

### JWA東海プロレス所属及び主要参戦選手
- 秋田直人
- ザ・ニンジャ
- シャドー1号
- シャドー2号
- 豊田博
- 豊浦雄基
- ブラックにゃん太郎
- 脇海道弘一

### プロレスリング華☆激所属及び主要参戦選手
- アステカ
- 小川聡志
- コスモ☆ソルジャー
- スペル・タイラ
- 新泉浩司
- ハラキリ・ハカタJr.
- U.M.A

### WWS所属及び主要参戦選手
- 黒犬
- ザ☆ウルフ
- 処刑人サディスト
- 高瀬直也
- ミスター・アトミック
- ラーメンマン

### DEP所属及び主要参戦選手
- 伊東優作
- 浦博旭
- 小杉研太
- 柴山貴哉
- 根本薫
- 深谷友和
- 古沢弘樹

### 暗黒プロレス組織666所属及び主要参戦選手
- 遠藤マメ
- 怨霊
- K666
- KOUZY
- 乞食
- 小仲＝ペールワン（プロレス実験団GUYZ兼任所属）
- 忍
- 先輩
- ダイナスティ
- 竹田光珠
- 寧々∞D.a.i
- HELLBROS Ryu
- HELLBROS Ken
- 宮本裕向
- モリノス
- YANAGAWA
- 山田太郎

### プロレスリングFTO所属及び主要参戦選手
- スカルリーパー・エイジ
- KAZE
- 吉田充宏
- 高崎もん吉
- ホバーマン2号機
- 鯖王
- TOSSHI
- リアム・エリック
- 岡崎恭也
- メジロ・キッド
- Yuu
- 遊星
- 翔
- スーパー・カボストロング魔人
- 涼磨
- MASH?!
- 宇宙人ブラッキー
- 宇宙人グレイス

### プロレスリングA-TEAM所属及び主要参戦選手
- 石坂ブライアン
- 榎本陽介
- 亀田勝
- 櫻井匠
- 下田大作
- HASEGAWA
- 守部宣孝
- ランディ･プレヤー

### ストロングスタイルプロレス所属及び主要参戦選手
- スーパーライダー
- 初代タイガーマスク
- スーパータイガー
- 間下隼人

### ドラディション所属及び主要参戦選手
- 倉島信行
- 三州ツバ吉（フリー）
- 長井満也
- 蓮見隆太（C.A.C.C.スネークピットジャパン）
- ヒロ斎藤
- 藤波辰爾
- LEONA

### スポルティーバエンターテイメント所属及び主要参戦選手
- 石田慎也
- エル・サムライ
- 清水佑
- ゼヴィウス
- 古田恭三

### 九州プロレス所属及び主要参戦選手
- 阿蘇山
- 玄海
- がばいじいちゃん
- 桜島なおき
- 佐々木日田丸
- 白くま
- TAJIRI
- 田中純二
- 筑前りょう太
- 野崎広大
- ばってん×ぶらぶら
- めんたい☆キッド

### プロレスリングSECRET BASE所属及び主要参戦選手
- 安部行洋（フリー）
- アミーゴ鈴木（フリー）
- 宇宙銀河戦士アンドロス（フリー）
- 宇宙銀河整備士ポール
- 小川内潤
- 忰田信浩
- 豪（プロレスリングAK）
- 櫻井裕太
- 清水基嗣
- スカイデJr.
- スパーク青木
- フェリスト
- ベアー福田
- 山下金吾

### 琉球ドラゴンプロレスリング所属及び主要参戦選手
- ウルトラソーキ
- クエルボ・ネグロ
- グルクンマスク
- GOSAMARU
- シークヮーサー☆Z
- 島童風太
- 首里ジョー
- 美ら海セイバー
- RYUKYU-DOGディンゴ
- 天願牛丸

### 道頓堀プロレス所属及び主要参戦選手
- 菊池悠斗
- キャプテン・アメムラ
- 金龍
- 空牙
- こなモン
- 杉山憧太
- 太陽塔仮面
- 橘隆志
- 晴斗希
- 三原一晃
- めでタイガーマスク
- ラ・ピート
- リアル・イヌナキン
- ヲロチ

### プロレスリングHEAT-UP所属及び主要参戦選手
- イナダマン
- 今井礼夢
- 兼平大介
- TAMURA☆GENE☆
- 秦野友貴
- ハジメ
- 三輪マーロン翔太

### 新潟プロレス所属及び主要参戦選手
- シマ重野
- 鈴木敬喜
- ビッグ・THE・良寛
- 前田誠
- マスクド・アルビレックス

### シアタープロレス新潟花鳥風月所属及び主要参戦選手
- IHグレートタイガーライス
- IHタイガーライス
- IHホワイトバード
- IHブルーバード

### LAND'S ENDプロレスリング所属及び主要参戦選手
- 石切
- ウエザイル
- 巨木フトシ（BCW兼任所属）
- 崔領二
- 大門寺崇
- ディラン・ジェイムス
- RYO
- レブロン
- 若鷹ジェット信介

### 2AW所属及び主要参戦選手
- 旭志織
- 滝澤大志
- チチャリート・翔暉
- CHANGO（フリー）
- ティーラン獅沙
- 十嶋くにお
- ナカ・シュウマ
- 仁木琢郎
- 花見達也
- 本田アユム
- 真霜拳號
- MIYAWAKI
- 最上九
- 吉田綾斗
- 吉野コータロー
- リッキー・フジ
- 若松大樹

### ダブプロレス所属及び主要参戦選手
- 青木魔太郎
- 内田祥一
- カブキキッド
- 木下亨平
- グンソ
- 近野剣心
- 谷嵜なおき
- "brother"YASSHI
- レイパロマ

### 聾プロレス所属及び主要参戦選手
- サワテリオ
- MUWA
- シン・デス
- HANETO
- ダーク・サワテリオ
- 河邑嘉哉

### JTO所属及び主要参戦選手
- 新
- イーグルマスク
- ケンイチ
- 十文字アキラ
- SEKIYA
- TAKAみちのく
- ファイヤー勝巳
- 武蔵龍也
- 夕張源太

### GLEAT所属及び主要参戦選手
- 飯塚優
- 井土徹也
- 伊藤貴則
- エル・リンダマン（OWE兼任所属）
- 鬼塚一聖（OWE兼任所属）
- 河上"ファイヤー"隆一（フリー）
- クリス・リッジウェイ（フリー）
- CIMA（OWE兼任所属）
- 鈴木鼓太郎
- チェック島谷
- T-Hawk（OWE兼任所属）
- 田中稔
- 田村ハヤト
- 中嶋勝彦（フリー）
- ブラスナックルJUN
- 松井大二郎
- 渡辺壮馬

### イーグルプロレス所属及び主要参戦選手
- イーグル・ソルジャー
- 大野翔士
- 銀河戦士シャリガン
- クラッシャー高橋
- 近藤博之
- 島田宏
- スカイ・ソルジャー
- スーパージューディスト
- タイガマン
- TA☆KU
- ブラック・ソルジャー
- 吉田和則

### 大阪プロレス所属及び主要参戦選手
- アルティメット・スパイダーJr.
- 3代目えべっさん
- ゼウス
- タイガースマスク
- タコヤキーダー
- ツバサ

### WWE所属及び主要参戦選手
- 戸澤陽
- 中邑真輔

### AEW所属及び主要参戦選手
- オカダ・カズチカ
- 柴田勝頼
- 中澤マイケル

### その他のプロレス団体に所属もしくはフリーの選手
あ行
- 愛澤No.1（フリー）
- AKIRA（MAKAI）
- アグー（（フリー)
- 浅川紫悠（フリー）
- アストロ（フリー）
- アレクサンダー大塚（男盛）（フリー）
- アンディ・ウー（フリー）
- アンドロメダKEN（フリー）
- 伊香保京介（フリー）
- 池田大輔（フーテン・プロモーション）
- 井坂レオ（Marvelous）
- 石川修司（フリー）
- 石川雄規（フリー）
- 井上雅央（フリー）
- 飯伏幸太（飯伏プロレス研究所、AEW兼任所属）
- 入江茂弘（フリー）
- 磐城利樹（フリー）
- 岩崎孝樹（フリー）
- 岩崎永遠（BURST）
- 岩本煌史（フリー）
- 梅沢菊次郎（プロレスリングアライヴ&メジャーズ）
- 梅田公太（フリー）
- ウルトラマンロビン（SGP）
- ウルフ・スター☆（フリー）
- ウルフ智也（いたばしプロレスリング）
- エイサー8（フリー）
- S・P・S（フリー）
- 江利川祐（フリー）
- エル・アミーゴ・アモン（フリー）
- エル・ブレイブ（BRAVES）
- 大久保一樹（頑固プロレス）
- 大谷譲二（P.P.P.TOKYO）
- 大谷晋二郎（フリー）
- 大仁田厚（FMWE）
- 大森隆男（フリー）
- 大矢剛功（フリー）
- 岡田剛史（フリー）
- OKUMURA（CMLL）
- 小幡優作（フリー）
- 折原昌夫（MOBIUS）
- 織部克巳（フリー）

か行
- カーベル伊藤（カーベル）
- 柿本大地（フリー）
- 影山道雄（プロレスリング・チームでら）
- 梶トマト（飯伏プロレス研究所）
- 牙城（フリー）
- 香取貴大（フリー）
- 金原弘光（U.K.R.金原道場）
- カツオ（道南リング）
- ガッツ石島（TTTプロレスリング）
- 加藤茂郎（フリー）
- 金本浩二（フリー）
- KAMIKAZE（フリー）
- 唐澤志陽（フリー）
- カラテバラモン（フリー）
- 川島真織（フリー）
- 川田利明（フリー）
- 川畑輝鎮（フリー）
- 河原成幸（北都プロレス）
- 川村興史（フリー）
- 河村知哉（フリー）
- 瓦井寿也（フリー）
- 菊田早苗（GRABAKA）
- 菊タロー（飯伏プロレス研究所）
- 北村彰基（フリー）
- 木藤裕次（フリー）
- 木村太輔（プロレスリングアライヴ&メジャーズ）
- KING（KINGプロモーション）
- 金剛山（南大阪プロレス）
- くいしんぼう仮面（フリー）
- 熊野準（フリー）
- 黒田哲広（フリー）
- グレート☆無茶（信州プロレス）
- クワイエット・ストーム（フリー）
- ケン・片谷（CMA）
- 拳剛（フリー）
- KENSO（フリー）
- ケンドー・カシン（フリー）
- ケント・ディカプリオ（フリー）
- 河野真幸（フリー）
- "黒天使"沼澤邪鬼（フリー）
- gosaku（フリー）
- 越中詩郎（Office K2）
- 児玉裕輔（フリー）
- コーディ・ホール（フリー）
- 後藤恵介（フリー）
- 小山寛大（フリー)
- コンドル（フリー）

さ行
- PSYCHO（フリー、愛媛プロレス）
- 酒井博生（フリー）
- 桜井鷲（フリー）
- 桜庭和志（フリー）
- 佐藤恵一（フリー）
- 佐藤耕平（フリー）
- 佐藤嗣崇（フリー）
- 佐藤泰（フリー）
- 佐野直（プロレス佐野魂）
- サバイバル飛田（埼玉プロレス）
- 澤田敦士（フリー）
- 三州ツバ吉（フリー）
- シーサー王（フリー）
- 死神（フリー）
- シバター（株式会社プロレスリングシバター）
- 清水来人（Team Motion）
- 下東由朋（飯伏プロレス研究所）
- シャドウWX（メジャー・リーガーズ・レスリング）
- ジャングル・バード（フリー）
- 定アキラ（AlmaLibre）
- 将軍岡本（フリー）
- 将軍KYワカマツ（フリー）
- 翔太（フリー）
- ショーン・レガシー（フリー）
- 条柴拓真（フリー）
- 磁雷矢（レアル・ルチャ・リブレ）
- SHINGO（フリー）
- 新納刃（（MAKAI））
- 末吉利啓（プロレスリングアライヴ&メジャーズ）
- 菅沼修（フリー）
- 鈴木心（フリー）
- SUSHI（フリー）
- スタリオン・ロジャース（フリー）
- スペル・デルフィン（海鮮プロレス）
- 住吉久仁夫（フリー）
- 駿河永悟（フリー）
- 関根“シュレック”秀樹（ボンサイブルテリア）

た行
- タイガー戸口（フリー）
- 高井憲吾（プロレスリング・チームでら）
- 高岩竜一（フリー）
- 高木功（嵐）（フリー）
- 高杉正彦（ウルトラセブン）（湘南プロレス）
- 高山善廣（高山堂）
- 瀧澤晃頼（TTTプロレスリング）
- たけむら光一（フリー）
- 田島久丸（フリー）
- 大刀光（フリー）
- 谷口弘晃（プロレスリング紫焔）
- タノムサク鳥羽（フリー）
- 田馬場貴裕（フリー）
- 田村潔司（フリー）
- TARU（（MAKAI））
- 力（COMBO）
- 千葉智紹（フリー）
- 超人勇者Gヴァリオン（BRAVES）
- 超電戦士バトレンジャー（フリー）
- 蝶野正洋（ARISTTRIST）
- つぼ原人（ふる里プロレス）
- 鶴巻伸洋（フリー）
- ティーダヒート（フリー）
- ディアブロ（フリー）
- ディエゴ（マックス・ルチャリブレ）
- ティモシー・サッチャー（フリー）
- DJニラ（フリー）
- 戸井克成（フリー）
- 土肥こうじ（フリー）
- 戸田秀雄（ちがさきプロレス）
- 友龍（HERO）
- 斗猛矢（フリー）
- ドラゴン・ユウキ（フリー）
- TORU（TTTプロレスリング）
- ドリュー・パーカー（フリー）

な行
- 永尾颯樹（フリー）
- 中川浩二（フリー）
- 仲川翔大（フリー）
- 長瀬館長（WISH）
- 中里哲也（いたばしプロレスリング）
- 中島洋平（フリー）
- 那須晃太郎（フリー）
- 南条隼人（フェニックスプロレスリング）
- 野村直矢（キットジャパン）

は行
- 刃駈（プロレスリング侍志團）
- 蓮香誠（プロレスリング・チームでら）
- 一（フリー）
- 畠中浩旭（アジアン・スポーツ・プロモーション）
- バッファロー（（MAKAI）、鳥取だらずプロレス、いたばしプロレスリング）
- ハートリー・ジャクソン（フリー）
- HANA（OSW）
- 馬場拓海（フリー）
- HUB（フリー）
- HAMATANI（リバーサルジム横浜グランドスラム）
- 林田伸一（フリー）
- はやて（いたばしプロレスリング）
- 原学（Team Motion）
- バラモン・ケイ（佐藤恵）（フリー）
- バラモン・シュウ（佐藤秀）（フリー）
- バリヤン・アッキ（フリー）
- バンジー高田（MAGIC BOX）
- HANZO（レッスルゲート）
- 土方隆司（フリー）
- 火野裕士（フリー）
- 日力源太（フリー）
- ビリーケン・キッド（プロレスリングアンサー、OSW）
- 舞牙（フリー）
- 藤澤忠伸（武骨）
- 藤田峰雄（藤田峰雄王国）
- 藤原秀旺（プロレスリングアライヴ&メジャーズ）
- 藤原喜明（藤原組）
- 不動力也（フリー）
- 太仁田ブ厚（フリー）
- FUNAKI（フリー）
- 船木誠勝（フリー）
- フライングキッド市原（四国OHENROエンターテイメント）
- 房総ボーイ雷斗（フリー）
- 星野良（フリー）
- ボディガー（フリー）
- 洞口義浩（フリー）
- ボラ・デ・アロス（フリー）
- 本田多聞（フリー）

ま行
- 魔苦・怒鳴門（フリー）
- マグニチュード岸和田（フリー）
- 政岡純（フリー）
- 将火怒（将火怒プロレス）
- 政宗（フリー）
- マスクドミステリー（TTTプロレスリング）
- 松崎和彦（プロレスリングアライヴ&メジャーズ）
- 松田慶三（フリー）
- 松本崇寿（フリー）
- 松山勘十郎（大衆プロレス松山座）
- MIKAMI（フリー）
- ミステル・カカオ（マッチョ★パンプ）（覆面MANIA）
- 美月凛音（歌舞伎町プロレス）
- 三富兜翔（P.P.P TOKYO）
- 南野タケシ（フリー）
- ミノワマン（フリー）
- 宮本和志（和志組）
- ミラクルマン（フェニックスプロレスリング）
- 村上和成（フリー）
- 村瀬広樹（フリー）
- 室田渓人（フリー）
- MEN'Sテイオー（フリー）
- 百田光雄（リキエンタープライズ）
- 守屋博昭（ジャパンプロレス2000）
- 諸橋晴也（フリー）

や行
- 矢口壹琅（フリー）
- 谷津嘉章（フリー）
- 矢野啓太（プロフェッショナルレスリング・ワラビー）
- ヤマダマンポンド（フリー）
- 大和ヒロシ（フリー）
- 山村武寛（OWE）
- 山本SAN（COMBO）
- 山本淳一（WING RUN）
- 山本裕次郎（フリー）
- 矢野安崇（フリー）
- ユーマ24（フリー）
- 幸村ケンシロウ（プロレスリング求道軍）
- ユタカ（フリー）
- ユン・ガンチョル（新韓国プロレス）
- 吉田考志（フリー）

ら行
- レッカ（フリー）
- レディビアード（フリー）

わ行
- ワイルド・ベアー（HERO）
- 脇田真一朗（BRAVES）
- 和田城功（フリー）
- 渡辺宏志（フリー）

### 引退した選手
あ行
- 相島勇人
- アーバン・ケン
- 青柳政司
- RG
- 明石鯛我
- 秋庭遼也
- 秋吉豊幸
- 浅子覚
- アニマル浜口
- 安倍鷹大
- アポロ菅原
- 荒谷望誉
- 有山いいとも!
- 安沢明也
- 安沢たく
- 安生洋二
- アンソニー・W・森
- 飯田敏光
- 飯塚高史
- 池田誠志
- 石川敬士
- 石川晋也
- 石川はじめ
- 石川勇希
- 石坂鉄平
- 維新力
- 和泉元彌
- 板倉広
- 一宮章一
- 伊藤旭彦
- 伊藤正男
- 伊藤正治
- 伊藤好郎
- 稲松三郎
- 犬塚貴司
- 井上勝正
- 井上亘
- 猪熊裕介
- 猪俣潤
- 猪俣弘史
- 忌神
- 入江秀忠
- 岩佐拓
- 上山龍紀
- ウィル・ホーナー
- 臼田勝美
- 梅田源治
- ウルトラ☆マンゴー
- 宇和野貴史
- 江川英知
- エキサイティング吉田
- 蝦名和紀
- X No.5
- HG
- 遠藤幸吉
- 大磯武
- 大位山勝三
- 岡田欣也
- 岡田佑介
- 大下敢
- 小川直也
- 小川良成
- 大里巌
- 太田一平
- 大谷将司
- 大城大五郎
- 大森達男
- 大山博
- 大柳錦也
- 小笠原和彦
- 岡部和久
- 岡本魂
- 起田高志
- 沖永信次郎
- 小野武志
- 小原道由
- 小部卓真
- おまわりさん

か行
- カウボーイビリー
- 柿沼謙太
- 垣原賢人
- 嘉地久晴
- 加島大輔
- 柏大五郎
- 梶原慧
- カズ・ハヤシ
- KAZE
- 片岡亮
- 片山明
- 河童小僧
- 加藤拳
- 加藤拓歩
- 加藤弘恭
- 門尾信彦
- 金光輝明
- 金村キンタロー
- 神谷龍
- 仮面シューター・スーパーライダー
- 鴨居長太郎
- ガルーダ
- 川畑憲昭
- 岩虎タケト
- 神咲翔
- 神田秀宣
- カンムリワシ用高
- 菊地淳
- 菊地毅
- 岸勝也
- キジムナー
- 北沢幹之
- 北原光騎
- 木原真一
- 木村健悟
- キャノンボールKAZU
- キャプテン“美ら海パイレーツ”ザック
- 牛神・ザ・グレート・アシタカ
- K-ness.
- 久保希望
- クラッシャー川口
- 栗栖正伸
- 黒影
- 健心
- 高阪剛
- 高智政光
- ゴーヤーマスク
- ゴールデン・パイン
- 小坂井寛
- 小杉俊二
- 後藤達俊
- Kotoka
- 小橋建太
- 小松原五男
- 近藤蔵人
- 近藤"ド根性"洋史

さ行
- サイキック
- SAITO
- 齋藤彰俊
- サウザー
- 坂口征二
- 坂口征夫
- 坂田亘
- ザ・グレート・カブキ
- ザ・グレート・タケル
- 佐々木健介
- 佐々木義人
- 笹崎伸司
- 佐瀬昌宏
- 佐藤昭雄
- 佐藤一生
- 佐藤竜騎士
- 佐野浅太郎
- 佐野巧真
- 佐山駿介
- 澤宗紀（ランジェリー武藤）
- ジ・アッチィー
- ジ・ウィンガー
- 志賀賢太郎
- 宍戸幸之
- 篠瀬三十七
- 清水の画伯
- 下島裕司
- 蛇界1号
- SYU
- 獣神サンダー・ライガー
- JOE
- ジョージ高野（ザ・コブラ）
- 小路晃
- 「昭和」
- 「昭和」80's
- 「昭和」の父
- 白梅武
- シンゲンタイガー
- 新宿鮫
- 進藤翔
- 水前寺狂四郎
- 杉山俊喜
- 鈴川真一
- 鈴木大
- スタンガン高村
- スーパー・ストロング・マシン
- スペル☆パンDo
- 駿河一
- SUWA
- セッド・ジニアス
- 泉州力
- ソルジャー

た行
- 大王QUALLT
- 大黒坊弁慶
- ダイスケ
- ダイナマイト東北
- 第八代ダイナマイト東北
- 太陽ケア
- 田上明
- 高木"JET"省吾
- 高嶋喝巳
- 高田延彦
- 高西翔太
- 高野拳磁
- 高野忍
- 高橋冬樹
- 立ノ海松喜
- 太嘉文
- 滝川隆寿
- 竹下民夫
- タケシマケンヂ
- 竹村豪氏
- 田中忠治
- 種市課長
- 田村研二
- 田村忍
- TARUシート（初代）
- TARUシート（2代目）
- タンク永井
- ダンディ拓也
- 長州力
- チョコフレークK-ICHI
- チョコボール向井
- 月影四郎
- つばさ
- T.N.Revolución
- 寺尾利明
- デニス篠原
- 寺西勇
- デンジャラス内田
- 天龍源一郎
- トルトゥガー（デンセンマン）
- 戸田和雄
- 戸田武雄
- 徳田光輝
- 友寄志郎
- 豊臣太郎
- どん黄桜

な行
- 内藤恒仁
- 長尾浩志
- 中洲ヨースケ
- 中西学
- 永野海斗
- 仲野信市
- 中野龍雄
- 中牧昭二
- 726
- 浪口修
- 成瀬昌由
- 新倉史祐
- 新村一樹
- 新山勝利
- 西川潤
- 西野湧喜
- 西山秀紘
- 二瓶一将
- ニャムジャブ・ロブサンドルジ
- 野崎道徳
- NOSAWA論外

は行
- 橋本小助
- 橋誠
- Hard core kid 狐次郎
- 畑浩和
- 馳浩
- 原田大輔
- 白虎
- 『花膳』
- 速浪武夫
- 原薗善由紀
- 比嘉敏一
- 東日出男
- ヒージャー・キッドマン
- 兵頭彰
- 平野岩吉
- 平柳玄藩
- ヒロ・トウナイ
- 広松智
- ピンクタイガー総帥
- フィリップ・J・福政
- 福島昇治
- 藤井克久
- 藤井誠之
- 負死鳥カラス
- 布施智治
- ブラック「昭和」
- ブルー・ウルフ
- ブルーザー岡本
- ブルート一生
- ペドロ高石
- 蛇影
- 房総ボーイMild
- 房総ボーイレフト
- BONE SOLDIER
- 星川尚浩
- 星名浩
- 北海珍念
- 保永昇男
- 炎!修市
- 堀内和也
- 本城匠

ま行
- マイク・リーJr.
- 前田日明
- 前田大
- マグナムTOKYO
- 松岡巌鉄
- 松岡則生
- 松永光弘
- MAX宮沢
- 松本だいすけ
- マティ鈴木
- マンボ慎太郎
- マンモス半田
- 三浦博文
- 三尾祥久
- 三沢威
- 三島来夢
- Mr.X
- ミスター雁之助
- Mr.Blue
- ミスター6号
- 峰野俊和
- 三宅綾
- 宮島富男
- 宮武俊
- 宮戸優光
- 三山三四郎
- ミラノコレクションA.T.
- ミル・マングース
- 三和太
- ムサシ大山
- 武藤敬司
- 村浜武洋
- 茂木正淑
- モズクマン
- 森泰樹
- 森重正臣
- 森嶋猛
- 諸橋正美

や行
- 八木哲大
- 薬師寺正人
- ヤス・フジイ
- 安田忠夫
- 安田雅史
- 安良岡裕二
- 山上康弘
- 山川竜司
- 山口竜志
- 山崎一夫
- 山崎次郎
- 山崎直彦
- 山田英樹
- 山本喧一
- 柳澤龍志
- 横井宏考
- 吉川祐太
- 吉野正人
- YOSHIYA
- 米田太陽

ら行
- ラヨデネグロ
- 力皇猛
- 竜司ウォルター
- ルパン松谷
- ロミー鈴木
- ロンスー

わ行
- 脇知弘

### 故人
- 青木篤志
- 曙
- 浅野起州
- 阿修羅・原
- 東富士
- 阿部修
- アントニオ猪木
- 泉田純太朗
- 市川登
- 井上治
- 上田馬之助
- 上田勝次
- 永源遙
- 扇山民雄
- 大熊元司
- 大坪飛車角
- 岡村隆志
- 沖識名
- 金子武雄
- 北尾光司
- 北村克哉
- 木戸修
- 木戸時夫
- 木村浩一郎
- 木村政彦
- キモン工藤
- 北畑義高
- キラー・カーン
- キラー・シクマ
- 清美川
- 愚乱・浪花
- グラン浜田
- グレート草津
- 小林邦昭
- ケンドー・ナガサキ
- 剛竜馬
- サムソン・クツワダ
- サンダー杉山
- サンボ浅子
- 篠眞一
- 柴田勝久
- ジャイアント落合
- ジャイアント馬場
- シャチ横内
- ジャンボ鶴田
- ジョー樋口
- ストロング小林
- スネーク奄美
- 駿河海
- ソラキチ・マツダ
- 大剛鉄之助
- ターザン後藤
- 田中米太郎
- 玉の川
- タロー・ミヤケ
- 鶴見五郎
- 輝昇
- 土佐の花
- デビル紫
- 豊登
- ドン荒川
- 直井敏光
- 中川弘
- 長沢秀幸
- 西村修
- 橋本真也
- 橋本友彦
- 長谷川悟史
- 長谷川丹治
- BADBOY非道
- ハル薗田
- ハヤブサ
- 肥後宗典
- 平野勝美
- ヒロ・マツダ
- 福田雅一
- 藤田山
- 冬木弘道
- プロフェッサー・ヘリー（手代木禎二）
- 保坂秀樹
- 星野勘太郎
- 本間和夫
- マイティ井上
- 牧村英雄
- マサ斎藤
- マシオ駒
- マッハ隼人
- マティ・マツダ
- マンモス鈴木
- 三沢光晴
- ミスター空中
- ミスター珍
- ミスター林
- ミスター・ヒト
- ミスター・ポーゴ
- ミツ・ヒライ
- 百田義浩
- 森谷俊之
- 山口利夫
- 山本小鉄
- ヤミキ
- ユセフ・トルコ
- 吉江豊
- 吉田川
- 芳の里
- 吉村道明
- 吉原功
- 米村天心
- ラッシャー木村
- ラバーメン樋上
- 力道山
- ロッキー羽田
- ワイルド・セブン
- 輪島大士
- 渡辺貞三

## 日本団体の女子選手

### PURE-J女子プロレス所属及び主要参戦選手
- AKARI
- 大空ちえ
- KAZUKI
- 久令愛
- 谷もも
- 中森華子
- ライディーン鋼
- Leon
- チェスカ
- ジェンヌ

### LLPW-X所属及び主要参戦選手
- 井上貴子
- 神取忍
- NØRI（PRAVAJRA兼任所属）

### OZアカデミー女子プロレス所属及び主要参戦選手
- AKINO
- アジャコング（フリー）
- 尾崎魔弓
- 加藤園子

### アイスリボン所属及び主要参戦選手
- 海乃月雫
- 弓李
- トトロさつき
- 藤本つかさ
- 星いぶき
- 星ハム子
- 松下楓歩
- Yappy
- 若菜きらり

### センダイガールズプロレスリング所属及び主要参戦選手
- 愛海
- 岩田美香
- 岡優里佳
- 里村明衣子
- DASH・チサコ
- ハイジ・カトリーナ
- 橋本千紘
- YUNA

### プロレスリングWAVE所属及び主要参戦選手
- 桜花由美
- 郷田明日香
- 狐伯
- 咲蘭
- 炎華
- 宮崎有妃

### スターダム所属及び主要参戦選手
- AZM
- 安納サオリ
- 天咲光由
- 飯田沙耶
- 鹿島沙希
- 上谷沙弥
- 玖麗さやか
- 鉄アキラ
- 向後桃
- コグマ
- 小波
- さくらあや
- 朱里（MAKAI兼任所属）
- 鈴季すず
- スターライト・キッド
- 星来芽依
- 壮麗亜美
- 月山和香
- 刀羅ナツコ
- なつぽい
- ナツミ
- 葉月
- HANAKO
- 羽南
- 妃南
- 姫ゆりあ
- 舞華
- 吏南
- 水森由菜
- 八神蘭奈
- 琉悪夏
- 梨杏
- レディ・C
- 渡辺桃

### ワールド女子プロレス・ディアナ所属及び主要参戦選手
- 井上京子
- 梅咲遥
- 香藤満月
- 佐藤綾子
- ジャガー横田
- デボラK
- 羽多乃ナナミ
- Himiko
- 美蘭
- マコトユマ

### 東京女子プロレス所属及び主要参戦選手
- 芦田美歩
- 荒井優希（ゼスト）
- 伊藤麻希（ジョブ・ネット）
- 上原わかな（ワンエイトプロモーション）
- 遠藤有栖（ナインズプロモーション兼任所属）
- 大久保琉那
- 風城ハル
- 上福ゆき（フリー）
- キラ・サマー
- 桐生真弥
- 鈴木志乃（YU-M エンターテインメント）　※アップアップガールズ（プロレス）兼任
- 鈴芽
- 高見汐珠（YU-M エンターテインメント）　※アップアップガールズ（プロレス）兼任
- 辰巳リカ
- 凍雅
- 鳥喰かや
- 中島翔子
- 七瀬千花
- 猫はるな
- ハイパーミサヲ
- 長谷川美子（フリー）
- 原宿ぽむ
- HIMAWARI
- 瑞希
- 宮本もか
- 山下実優
- らく（YU-M エンターテインメント）※アップアップガールズ（プロレス）兼任
- 渡辺未詩（YU-M エンターテインメント）※アップアップガールズ（プロレス）兼任

### 信州ガールズ所属及び主要参戦選手
- 杏ちゃむ
- LINDA
- 林小雪
- Maico

### 世界プロレス協会所属及び主要参戦選手
- 石橋葵
- 上林愛貴（Aky、ミス・モンゴル、ラ・マルクリアーダ）
- さちこYOKOZUNA
- 羽柴まゆみ

### Marvelous所属及び主要参戦選手
- 彩羽匠
- 川畑梨瑚
- 宝山愛
- Maria
- 桃野美桜

### チョコプロ レスリング所属及び主要参戦選手
- 帯広さやか
- 桐原季子
- 小石川チエ
- さくらえみ
- 沙也加
- 駿河メイ
- 瀬戸ノノカ
- 奏衣エリー
- 四ツ葉ミヤ
- 広海カホ

### SEAdLINNNG所属及び主要参戦選手
- アマゾン
- 海樹リコ
- 光芽ミリア
- 花穂ノ利
- 風南ユキ
- 望天セレネ
- 世志琥

### Actwres girl'Z所属選手
- 茉莉（アストアクション、江戸隠密武蔵一族兼任所属）
- 未依
- 入江彩乃
- 夏葵
- なる
- 荒幡寧々（演劇集団ヤドカリ）
- アレン
- 汐月なぎさ（シーラカンスファクトリー）
- 福永莉子
- 水嶋さくら（シーラカンスファクトリー）
- 岩井杏加（劇団水色革命）
- 才原茉莉乃
- 山田奈保
- 石川はるか
- ワイルド・バニー（ビーコン・ラボエンターテイメント）
- MARU（劇団水色革命）
- みあ朝子
- 蓮燦
- かなみっく（シーラカンスファクトリー）
- 青葉ちい
- ブルドーザー轟
- 山中絵里奈
- 青葉ちい（シーラカンスファクトリー）
- 天職ゆい
- 研菜々美（劇団水色革命）
- 山下真奈

### 2AW所属及び主要参戦選手
- 笹村あやめ

### ガンバレ☆プロレス所属及び主要参戦選手
- バニー及川（フリー）
- HARUKAZE
- 春日萌花
- まなせゆうな
- YuuRI

### JTO所属及び主要参戦選手
- AOI
- 稲葉あずさ
- 稲葉ともか
- 神姫楽ミサ
- 柳川澄樺
- rhythm

### 琉球ドラゴンプロレスリング所属及び主要参戦選手
- ハイビスカスみぃ
- 真栄田ミサキ

### MARIGOLD所属及び主要参戦選手
- 青野未来
- 天麗皇希
- 石川奈青
- 岩谷麻優
- 後藤智香
- 桜井麻衣
- 心希
- 翔月なつみ
- 瀬戸レア
- 高橋奈七永
- 田中きずな
- CHIAKI
- 林下詩美
- ビクトリア弓月
- 松井珠紗
- MIRAI
- 南小桃

### WWE所属及び主要参戦選手
- ASUKA
- イヨ・スカイ
- KAIRI
- ジュリア
- ビー・プレストリー

### AEW所属及び主要参戦選手
- 坂崎ユカ
- 志田光（MAKAI兼任所属）
- 白川未奈
- テクラ
- 里歩

### プロレスリングEvolution所属及び主要参戦選手
- ZONES
- Chi Chi
- ソイ
- Miyuna
- Chika

### AlmaLibre所属および主要参戦選手
- YACO
- 鈴木ユラ
- 緑野アサミ

### その他の女子プロレス団体に所属もしくはフリーの選手
あ行
- 青木いつ希（ショーンキャプチャー）
- あきば栞（プロレスリングSECRET BASE）
- アレックス・リー（フリー）
- 網倉理奈（COLOR'S）
- 伊藤薫（フリー）
- INA（フリー）
- ウナギ・サヤカ（フリー）
- 尾崎妹加（フリー）

か行
- 勝愛実（フリー）
- 加藤悠（フリー）
- 神田愛実（北都プロレス）
- CatMASK calico（フリー）
- キク（hotシュシュ）
- 救世忍者乱丸（フリー）
- キラ☆アン（フリー）
- 金城真央（アライブエンタテインメント）
- 倉垣翼（フリー）
- 杏夏（柳ヶ瀬プロレス Ladius）
- 小久保アリサ（ベストボディ・ジャパンプロレスリング）
- 小橋マリカ（フリー）
- 小林香萌（フリー）

さ行
- 沙恵（柳ヶ瀬プロレス Ladius）
- 坂井澄江（フリー）
- SAKI（COLOR'S）
- 櫻井裕子（COLOR'S）

- Sareee（フリー）
- 清水愛（フリー）
- しのせ愛梨紗（飛鳥プロレス）
- 下田美馬（CMLL）
- しゃあ (T-HEARTS)
- ジャングル叫女（フリー）
- 関口翔（フリー）
- 世羅りさ（プロミネンス）

た行
- 高瀬みゆき（フリー）
- ダンプ松本（えりオフィス）
- チェスカ（フリー）
- チェリー（フリー）
- ちゃんよた（SOD HANAYA）
- ドレイク森松（フリー）

な行
- 永島千佳世（フリー）
- 夏すみれ（フリー）
- 夏実もち（プロミネンス）
- 乃蒼ヒカリ（フリー）
- 野崎渚（フリー）
- 七星（フリー）

は行
- 花園桃花（フリー）
- バンクーバー・キャット（覆面MANIA）
- バンビ（フリー）
- 柊くるみ（プロミネンス）
- 日向小陽（フリー）
- 響（フリー）
- シン・広田さくら（フリー）
- 泰里（REINA）
- フェアリー日本橋（フリー）
- 藤田あかね（フリー）
- VENY（フリー）
- 堀田祐美子（フリー）
- 本間多恵（フリー）

ま行
- 真琴（フリー）
- 真白優希（フリー）
- 松本浩代（フリー）
- 松本都（崖のふち女子プロレス）
- マドレーヌ（フリー）
- マリ卍（柳ケ瀬プロレスLadius）
- まるこ（いたばしプロレスリング）
- 水落麻衣（新潟プロレス）
- 水波綾（フリー）
- 美月（豊田プロレス☆勇気）
- 宮城倫子（GLEAT）
- めぃりぃ（BRS）
- 百太聾（HERO）

や行
- YAKO（AlmaLibre）
- 藪下めぐみ（フリー）
- 山下りな（フリー）
- 山縣優（フリー）
- 唯我（バトスカフェ）
- 雪妃真矢（フリー）
- 結奈（REINA）
- 優宇（プロレスリングEVE）
- 米山香織（フリー）

ら行
- ラム会長（暗黒プロレス組織666）
- リアラ（フリー）
- 凛（フリー）
- ルルペンシル（フリー）

わ行
- 渡辺智子（フリー）

### 引退した選手
あ行
- あいか
- アイガー
- 愛川ゆず季
- アイビス咲蘭
- 青野敬子
- 赤井沙希
- 赤木まり子（望月しのぶ、マスクド・マリー）
- 赤城マリ子（赤木まり子 (2代目)）
- 赤城はるな
- 秋山恵
- アーサ米夏
- 東富士子
- 阿蘇しのぶ
- 阿部幸江
- 天田麗文
- 飴宮さゆり
- 新谷朋江
- 有田ゆき
- anna
- 飯田美花
- 五十嵐乃愛
- 猪狩定子
- イーグル沢井
- 池下ユミ
- 池田麻奈美
- 池田陽子
- 池野真奈美
- 石井里奈
- 石井美紀
- 石井泉季
- 石川美津穂
- 石倉由加利
- 石黒泰子
- 石本文子
- 市川狐火名（佐井富子、アキュート冴）
- 市井舞
- 市川千秋
- 市来貴代子
- 伊藤静江
- 伊藤勇気
- 猪狩定子
- 今関志保
- 岩井田保江
- WINDY智美
- 植松寿絵
- 内菜
- 浦井百合
- 浦えりか
- エオマップ・ピリカ
- えだなおみ
- X No.4
- エデン馬渕
- 江本敦子（闘牛・空）
- 瑛凛
- ERINA
- えーりん
- 遠藤恵子
- 遠藤美月
- 遠藤紗矢
- 及川千尋
- 大井のり子
- 大木アスカ
- 大島くじら
- 大隅沙理
- 大西弘子
- 大畠春美
- 大畠美咲
- 大原しのぶ
- 大向美智子
- 大森彩乃
- 大森ゆかり
- 岡田京子
- 小河真子
- 沖野小百合
- 奥田朱理
- 小倉由美
- オスカル智
- 小野崎玲皇
- 小畑紀代
- 小畑千代
- 鬼塚真紀
- おばっち飯塚
- お船

か行
- 海川ひとみ
- KAORU
- 魁羅朱里
- 賀川照子
- 香川なぎさ
- 垣谷美和
- 角田奈穂
- 影かほる
- 花月
- 柏谷翔子
- 柏田千秋
- 花澄
- 加藤天美
- 香取由美子
- 金子夏穂
- 金村香織
- 金山薫
- カノン
- ガブ・ガブリエル・ガブコ
- GAMI
- 仮面天使フレイヤ
- 仮面天使ロゼッタ
- カヨ☆フジモリ
- カリビアン・RUM
- カルロス天野
- 華蓮DATE
- 川上法子
- 川佐ナナ
- 川崎亜沙美
- 川崎瑞穂
- 川崎美穂
- 川田由美子
- 川野夏実
- 川村虹花
- 神田菜々子
- KANNA
- 蒲原唯
- 北尾ゆかり（北尾由賀梨）
- 北沢ふきん
- 希月あおい
- きのこ
- 木場千景
- 木村響子
- 木村ネネ
- キャロル美鳥
- キャンディー奥津
- 弓李
- キューティー鈴木
- 京愛子
- キラー石見
- Cooga
- 工藤めぐみ
- 久保とも子
- 久保木寿江
- 熊井マキ
- 熊沢菜緒子
- くまぼぼ
- くまぼぼ大
- クラッシャー前泊
- クリス・ウルフ
- グリズリー岩本
- 栗原あゆみ
- 紅夜叉
- クレーン・ユウ
- KURO
- クロネコ
- 黒音まほ
- 桑田真理
- 桑原三佳
- 元気美佐恵
- 小泉恵美
- 小金井幸子
- 小粂あかね
- 小杉夕子
- 小関香奈
- 寿ゆり
- 「ことり」
- 小峰ルミ
- 小林智美
- 小林知美
- 小林美津恵
- 小松崎由美子
- 小松奈央
- 小松美加
- コマンド・ボリショイ
- コンドル斉藤（斉藤真知子）
- 紺乃美鶴
- コンバット豊田

さ行
- 才木玲佳
- 斉藤恵美
- 斉藤和枝
- 斎藤啓子
- 斎藤澄子
- 早乙女未来
- 境摩夜
- 坂本あけみ
- 桜井亜矢
- 桜蝋燭
- 佐々木一恵
- サソリ
- 佐藤亜海
- 佐藤ちの
- 佐藤めぐみ
- 里美和
- サニー
- ザ・ブラディー
- さぶろう（外山寿美子）
- 咲百合
- さるぼぼ
- 椎名由香
- ジェンヌゆかり
- 汐凛セナ
- 渋沢四季
- 渋谷シュウ
- 島名ひとみ
- 清水ひかり
- 清水真弓
- しもうま和美
- 下野佐和子
- シャーク土屋
- 舎川普美
- ジャンボ堀
- ジャンボ宮本
- シュガー佐藤
- JUKKO
- 樹里
- 紫雷美央
- 白鳥智香子
- 進垣リナ
- 杉原由佳子
- 菅生裕美
- スマイリー真美
- 聖菜
- 関綾子
- 関ひろ子
- 関口登子
- 関口瑠美
- 仙台幸子
- 曽我部美幸（Leoga）
- ソチ浜田

た行
- タイガースマスクレディ
- タイガーハニー
- ダイナマイト・関西
- 高木友
- 高田あゆみ
- 高千穂静江
- 髙橋裕美
- 高橋麻由美
- 高橋美華
- 高橋洋子
- 高橋李佳
- 高原智美
- ダークネスボリショイ
- 滝あゆみ
- 滝川あずさ
- 竹内彩夏
- 竹迫望美
- 竹田彩乃
- 立花蓉子
- ダーティー大和
- 立野記代
- 田中ミキ
- 田辺優
- タニー・マウス
- たま子
- 玉田凛映
- タランチェラ
- 田村欣子
- 田山勝美
- 多和田初美
- 千草京子
- 千春
- チャパリータASARI
- 塚田しずく
- 月田ヒロミ
- ツッパリマック
- 堤麗子
- 椿志保
- 津山礼子
- 剣舞子
- テキーラ沙弥
- デビル雅美
- 寺川真由美
- 寺下ちゑ
- 寺田浩子
- 電波仮面女ッスル
- 天満のどか
- 天摩由美
- 東城えみ
- 土肥希巳枝
- 富松恵美
- 巴ゆき子
- 豊田紀子
- 豊田真奈美
- 豊田善美
- 鳥居はるみ
- 鳥巣朱美
- ドリル仲前
- 外山寿美代

な行
- 内藤メアリ
- NAO
- 直DATE
- 仲みどり
- 中島安里紗
- 中川ともか
- 中島まゆみ
- 長嶋美智子
- 中島由賀
- 永友香奈子
- 中西百重
- 長野じゅりあ
- 中野たむ
- 中野知陽呂
- 長野ドラミ
- 長野美香
- 中原奈々
- 永堀一恵
- 中村幸子
- 仲村由佳
- 中山香里
- 長与千種
- 夏樹☆たいよう
- なつみ知香
- 夏実りか
- 七星アリス
- 鍋野ゆき江
- 並木紀子
- 成国晶子
- 成田舞子
- 成宮真希
- ナンシー久美
- ナンシーまり
- 西尾美香
- 西田夏
- 西千明
- 仁科鋭美
- 西菜津美
- 西堀幸恵
- 西脇充子
- 新田猫子
- ナンシーまり
- にゃんば〜
- 沼尾マキエ
- ぬまっち
- 納見佳容
- 能智房代
- 野口勇気
- NOZOMI
- のの子

は行
- バイソン木村
- 白いんこ
- 橋本史穂
- 長谷川咲恵
- 長谷川弘美
- 葉千子
- バット吉永
- バッドナース中村
- 花井かおり
- 華DATE
- 浜田文子
- 林亜佑美
- 林結愛
- 原田真利
- 張替美佳
- 播磨佑紀
- HARU。
- 春輝つくし
- 春山香代子
- 夢
- \(^o^)/チエ
- 半田美希
- 日置まち子
- Hikaru
- ビクトリア富士美
- 日里麻美
- 美闘陽子
- ひなた
- ひめか
- 日向あずみ
- ぴぴぴぴぴなの
- 平戸すみ子
- 悲恋
- HIROKA
- HIRO'e
- ピンキー真由香
- ファング鈴木
- 風香
- FUKAキッド
- 府川唯未
- 福岡晶
- 富士絹江
- 藤井惠
- 藤枝恵子
- 藤田愛
- 藤野恵実
- 藤村奈々
- 藤本由美
- 双見和子
- 双見照子
- フランソワーズ☆
- 古田圭子
- ブル中野
- 闘牛・黒空
- Baby-M
- 法城寺宏衣
- ポークたま子
- 北斗晶
- 星輝ありさ
- 星野唯月
- 星野美代子
- 星野玲子（ザ・スコルピオン）
- 細川ゆかり
- 堀田祥子
- 穂積詩子
- ホノ
- 本堂活子
- ボンバー光

ま行
- 真綾
- 前川久美子
- 前田美幸
- 前村さき
- マキ上田
- 牧場みのり
- masu-me
- 松尾永遠
- マッハ文朱
- 松本麻依子
- 松屋うの
- マミ熊野
- 真利杏
- MARU
- MAYA
- ミウラアカネ
- 帝嘩怒
- ミクロ
- ミサ岡田
- 美邑弘海
- 美咲華菜
- MIZUHO
- 三田英津子
- MICKEY☆ゆか
- 光矢裕華
- みどり
- みなみ鈴香
- みなみ飛香
- ミミ萩原
- 宮間梨佳
- 宮本恵美
- 武藤裕代
- ムーン章子
- ムーン瑞月
- 最上眞理
- 本橋裕子
- 桃瀬麻美
- モーリー
- 門田幸子

や行
- 矢神知樹
- 八木淳子
- 矢樹広弓
- 安川惡斗
- ヤッペーマン3号
- 矢部彩女
- 山口菜緒
- 山口ルツコ
- 山崎五紀
- 山下淳
- 山田敏代
- 山田よう子
- 山本千歳
- 山元真由美
- 山本芳子
- 山根富美子
- 勇気彩
- 夕陽
- ユウ山崎
- ユカリ・レンチ
- 優華
- 優菜
- 由藍郁美
- YUMI（フリー）
- 横江実姫
- 横尾由衣
- 吉川律子
- 吉田万里子
- 吉乃すみれ

ら行
- ライオネス飛鳥
- ラビット美兎
- 輝優優
- RiNO
- 李由紀
- Ryoko
- ルーシー加山
- 麗香
- レオ北村
- "レメイ"明日輝
- レディパワー2号

わ行
- 若菜瀬奈
- 若葉かおる
- 脇澤美穂
- 和田優

### 故人
- 朝陽
- 奄美百合子
- 亜利弥’
- オスカル一条
- 風間ルミ
- 門恵美子
- 木村花
- 佐倉輝美
- 佐々木順子
- 佐藤真紀
- ジャッキー佐藤
- トミー青山
- ハーレー斉藤
- プラム麻里子
- 未来
- 柳みゆき（マスクド・キラー）
- 山口洋子
- 吉葉礼子
- リン・バイロン
- Ray
- 渡辺えりか

## ミゼット選手

### 現役の選手
- プリティ太田
- ミスター・ブッタマン

### 引退した選手
- 天草海坊主
- スモール・ブッチャー
- リトル・タイガー

### 故人
- ダイナマイト・キング
- 角掛留造
- プリティー・アトム
- ミスター・ポーン
- リトル・トーキョー
- リトル・フランキー

## 海外団体の男子選手

### WWE所属選手
- Rトゥルース
- アイバー
- アカム
- アポロ・クルーズ
- アリスター・ブラック
- アンジェロ・ドーキンス
- アンドラーデ
- AJスタイルズ
- エグゼビア・ウッズ
- エリック
- エリック・ローワン
- LAナイト
- オーティス
- カーメロ・ヘイズ
- カリオン・クロス
- カリート
- カール・アンダーソン
- キング・コービン
- グンター
- ケイン
- ケイン・ヴェラスケス
- ケビン・オーエンズ
- コーディ・ローデス
- コフィ・キングストン
- JDマクドナ
- サミ・ゼイン
- サントス・エスコバー
- ジェイ・ウーソ
- シェイマス
- ジェリー・ローラー
- ジミー・ウーソ
- ジョニー・ガルガノ
- チャド・ゲイブル
- ジョン・シナ
- セス・ロリンズ
- セドリック・アレクサンダー
- タイラー・ベイト
- タマ・トンガ
- タラ・トンガ
- ダミアン・プリースト
- トンガ・ロア
- トマソ・チャンパ
- ドミニク・ミステリオ
- ドラゴン・リー
- ドリュー・マッキンタイア
- ドレイク・マーベリック
- パット・マカフィー
- ビッグ・E
- ピート・ダン
- フィン・ベイラー
- ブラウン・ストローマン
- プリモ・コロン
- ブロック・レスナー
- ブロン・ブレイカー
- ベルト
- ペンタ
- ボー・ダラス
- ホワキン・ワイルド
- ザ・ミズ
- モンテス・フォード
- ランディ・オートン
- リンセ・ドラド
- ルーク・ギャローズ
- ルセフ
- ルドウィグ・カイザー
- レーザー
- レイ・フェニックス
- レイ・ミステリオ
- ロバート・ルード
- ロマン・レインズ

### AEW所属及び主要参戦選手
- アイザイア・キャシディ
- アダム・コール
- アダム・ペイジ
- アンソニー・オゴゴ
- アンヘリコ
- イビル・ウノ
- ウィル・オスプレイ
- ウォードロー
- MJF
- MVP
- オースティン・ガン
- オルティス
- オレンジ・キャシディ
- カイル・オライリー
- カイル・フレッチャー
- キップ・セイビアン
- キャッシュ・ウィーラー
- QTマーシャル
- キルスイッチ
- クリス・ジェリコ
- クリスチャン・ケイジ
- クリストファー・ダニエルズ
- ケニー・オメガ
- コープ
- コマンデル
- コルテン・ガン
- コルト・カバナ
- サニー・キス
- ザ・ブッチャー
- ザ・ブレイド
- サミー・ゲバラ
- サモア・ジョー
- ジェイ・ホワイト
- ジェフ・ジャレット
- シェルトン・ベンジャミン
- ジャック・ペリー
- ジュース・ロビンソン
- ジョシュ・アレキサンダー
- ジョニー・TV
- ジョン・モクスリー
- スコーピオ・スカイ
- スティング
- スワーブ・ストリックランド
- ダービー・アリン
- ダスティン・ローデス
- ダニエル・ガルシア
- ダリアス・マーティン
- ダンテ・マーティン
- ダックス・ハーウッド
- チャック・テイラー
- トニー・ニース
- ドラリスティコ
- トレント・バレッタ
- ニック・ウェイン
- ニック・ジャクソン
- PAC
- バディ・マシューズ
- パワーハウス・ホブス
- バンディード
- ピーター・アヴァロン
- ビッグ・ビル
- ビリー・ガン
- フック
- ブライアン・ケイジ
- ブランドン・カトラー
- ブロディ・キング
- ボビー・ラシュリー
- ホログラム
- マーク・クエン
- マーク・デイビス
- マーク・ブリスコ
- マット・ジャクソン
- メイソン・マッデン
- ランス・アーチャー
- リー・モリアーティ
- リオ・ラッシュ
- ルーシュ
- ロデリック・ストロング

### TNA所属選手
- KM
- TJパーキンス
- イーサン・ペイジ
- イーライ・ドレイク
- ヴィカス・クマール
- ウィリー・マック
- ウィルコックス
- エディ・エドワーズ
- オースチン・エリーズ
- ガーシンダー・シン
- ガマ・シン
- キラー・クロス
- キング
- グレイド
- ケイレブ・コンリー
- ケン・シャムロック
- コンゴ・コング
- ザッカリー・ウェンツ
- サミ・キャラハン
- ジェイク・クリスト
- ジミー・ジェイコブス
- ジョー・ドーリング
- ジョー・ヘンドリー
- ジョーイ・ライアン
- ジョニー・スウィンガー
- ダガ
- デイブ・クリスト
- デズモンド・エグザビアー
- ドク・ギャローズ
- トレイ・ミゲル
- ピーティー・ウィリアムズ
- ブピンダー・シン
- ファラー・バー
- フランキー・カザリアン
- ヘルナンデス
- ホミサイド
- マイケル・エルガン
- マット・サイダル
- ムース
- メイウェザー
- ライノ
- リッチ・スワン
- ロヒット・ラジュ

### ROH所属選手
- LSG
- PCO
- PJブラック
- TKオライアン
- アレックス・シェリー
- イーライ・アイゾム
- ウィル・フェラーラ
- ケニー・キング
- サイラス・ヤング
- シェーン・テイラー
- ジェイ・リーサル
- シャヒーム・アリ
- ジェフ・コブ
- ジョー・ヘンドリー
- ジョシュ・ウッズ
- ジョナサン・グレシャム
- ダルトン・キャッスル
- ダン・マフ
- チーズバーガー
- デリリアス
- ビアシティ・ブルーザー
- ヴィンセント
- ブライアン・ミロナス
- フラミータ
- ブリー・レイ
- フリップ・ゴードン
- マーク・ハスキンス
- マーティ・スカル
- マット・ターバン
- レット・タイタス
- ライアン・ノヴァ

### その他のプロレス団体に所属もしくはフリーの選手
ア行
- アクセル・ロッテン
- アレキサンダー・コズロフ（ウラジミール・コズロフ）
- アレックス・シェリー
- アントニーオ
- アンドレイ・コピィロフ
- イワン・マルコフ
- ヴィトー
- ヴォルク・ハン
- ウルトラマン
- エヴァン・カレイジャス
- エル・イホ・デル・サント
- エル・イホ・デル・パンテーラ
- エル・ソラール
- エル・パンテーラ
- エル・ブラソ
- オーランド・ジョーダン

カ行
- カーティス・ヒューズ
- ギアニー・ヴァレッタ（PWM）
- キッド・キャッシュ
- キング・キャッシュ
- キラー・オースティン（ブルドッグ・オースティン）
- ギャングレル
- クラシック・キッド
- クリス・オンドーフ
- クリス・セイビン
- クリス・マスターズ
- クルガン（インテロゲーター、ゴライアス・エル・ヒガンテ）
- グレゴリー・ヘルムズ（ザ・ハリケーン）
- ケイジ・サコダ
- ケビン・ソーン（モルデカイ）
- ケビン・ナッシュ
- ケンドー
- コナン

サ行
- サビアン
- サムタック・ジャック
- ザンディグ
- サンドマン
- ジーン・スニツキー
- J・C・アイス
- シェーン・ダグラス
- シコシス
- ジェラルド・ゴルドー
- シックス・パック
- ジミー・ヤン
- ジム・スティール
- ジム・ドゥガン
- ジャイアント・キマラ
- ジャイアント・シルバ
- ジャスティス・ペイン
- ジャスティン・クレディブル
- ジャック・エバンス
- ジャック・ビクトリー
- シャノン・ムーア
- ジョイ・マーキュリー
- ジョーイ・ライアン
- ジョシー・デンプシー
- ジョディー・フラッシュ
- ジョニー・カジミア
- ジョニー・スタンボリー
- ショーン・ギネス
- ジョン・ダーマー
- シルベスター・ターキー
- スーパーJ
- スーパー・クレイジー
- スコーピオ
- スコッティ・2・ホッティ
- スコット・スタイナー
- スコット・ノートン
- スティーブ・コリノ
- スティーブ・ブラックマン
- スティーブン・リチャーズ
- スパイク・ダッドリー
- スラッシュ（ウルフィー・D）

タ行
- ダグ・ギルバート
- ダグ・バシャム
- タタンカ
- ダニー・ジョーンズ
- ダニー・バシャム
- ダン・デバイン
- ディスコ・インフェルノ
- デイビーボーイ・スミスJr.
- デニス・ナイト
- 2・タフ・トニー
- ドクトル・ワグナー・ジュニア
- ドス・カラス
- トミー・ドリーマー
- トム・ハワード
- トラヴィス・トムコ
- ドレイク・ヤンガー
- ドン・フライ

ナ行
- ニック・ゲージ
- ニュー・ジャック
- ネイサン・ジョーンズ
- ネクロ・ブッチャー
- ネグロ・カサス

ハ行
- ハードコア・ホーリー（ボブ・ホーリー）
- ハイデンライク
- PAC
- バス・ルッテン
- ハンス・ナイマン
- ビジャノ5号
- ビジャノ4号
- ビターゼ・タリエル
- ピラタ・モルガン
- ビリー・キッドマン
- ブギーマン
- ブッファ
- フェルサ・ゲレーラ
- フベントゥ・ゲレーラ
- ブライアン・リー（チェインズ）
- ブラック・タイガー
- ペンタゴン・ブラック
- ポール・バーチル
- ポール・ロンドン
- ボブ・バックランド

マ行
- マーク・カンタベリー（ヘンリー・O・ゴッドウィン）
- マーク・コールマン
- マーク・ジンドラック
- マーシャル・フォン・エリック
- マーティ・ジャネッティ
- マイク・バートン（バート・ガン）
- マイケル・モデスト
- マイバッハβ
- MASADA
- マッシモ
- マット・ガファリ
- マット・カポテリ
- マット・クロス（M-Dogg20）
- マッドマン・ポンド
- マノ・ネグラ
- ミゲル・ペレス・ジュニア
- ミステシス
- ミル・マスカラス
- モハメド・ハッサン

ヤ行
- ユージン

ラ行
- ラッカス
- リキシ（ファトゥ）
- リチャード・スリンガー
- リック・スタイナー
- リック・フレアー
- リトル・グイドー・マリタート
- ルーカス・スティール（NGW）
- レイヴェン
- レネ・デュプレ
- ロウ・キー
- ロス・フォン・エリック
- ロブ・コンウェイ
- ロボ

ワ行
- ワイフビーター
- ワン・ビン

### 引退した選手
ア行
- アーメッド・ジョンソン
- アール・メイナード
- アーン・アンダーソン
- アブドーラ・ザ・ブッチャー
- アル・マドリル
- アレックス・ライト
- ジ・アンダーテイカー
- イワン・プトスキー
- ウィリアム・リーガル（ロード・スティーブン・リーガル）
- ウェイン・ブルーム（ボウ・ビバリー）
- ザ・ウォーロード
- エイドリアン・ストリート
- エド・ウィスコスキー（カーネル・デビアーズ）
- エル・エスパント・ジュニア
- エル・シグノ
- エル・シコデリコ
- エル・ダンディ
- エル・ハルコン
- エル・マテマティコ
- エンリケ・ベラ
- ジ・エンフォーサー
- オースチン・アイドル

カ行
- カール・ファジー
- カール・フォン・ショッツ
- カール・モファット（初代ジェイソン・ザ・テリブル）
- カウボーイ・ボブ・エリス
- カネック
- カルロス・コロン
- カルロス・ホセ・エストラーダ
- カオス
- キューバン・アサシン（アンヘル・アセベド）
- ギルバーグ
- キング・パーソンズ
- キング・ハク（プリンス・トンガ、ミング）
- クラウス・ワラス
- ザ・グラップラー
- グレート・メフィスト
- グレッグ・ガニア
- グレッグ・バレンタイン
- ケビン・フォン・エリック
- ケリー・キニスキー
- ケンドール・ウインダム
- ケン・パテラ
- ケン・マンテル
- ココ・B・ウェア

サ行
- サージェント・スローター
- サビオ・ベガ（TNT）
- サム・ヒューストン
- サムラ・アノアイ（ワイルド・サモアン、ヘッドシュリンカー・サムゥ）
- サルマン・ハシミコフ
- サングレ・チカナ
- サンダーボルト・パターソン
- シーン・リーガン
- シエン・カラス
- J・J・ディロン（ジム・デュラン）
- ジェイク・ロバーツ
- ジェイミー・ノーブル
- ジェシー・バー（ジミー・ジャック・ファンク）
- ジェシー・ベンチュラ
- ジェリー・エストラーダ
- ジェリー・オーツ
- ジェリー・サッグス
- ジェリー・ジャレット
- ジェリー・スタッブス（ミスター・オリンピア）
- ジェリー・ブリスコ
- ジノ・ブリット
- ジミー・ゴールデン
- ジミー・バリアント
- ジム・ガービン
- ジム・ブランゼル
- ジャック・ルージョー（ザ・マウンティー）
- ジャン・ウィルキンス
- ジュールズ・ストロンボー（フランク・ヒル）
- ジョージ・ウェルズ
- ジョー・ディートン
- ジョー・マレンコ
- ショーン・スタージャック
- ショーン・マイケルズ
- ジョニー・エース
- ジョニー・スミス
- ジョニー・ロッズ
- ジョニー・ロンドス
- ジョン・テータム
- ジョン・ノード（ザ・バーザーカー）
- ジル・ポワソン
- スカイウォーカー・ナイトロン（ガリー・ガスパー）
- スコット・アームストロング
- スコット・ケーシー
- スコット・マギー
- スタン・ハンセン
- スタン・レーン
- スティービー・レイ
- スティーブ・アームストロング
- スティーブ・オルソノスキー
- スティーブ・カーン
- スティーブ・ライト
- スティーブ・リーガル
- スティーブ・ロンバルディ（ブルックリン・ブロウラー）
- ストーン・コールド・スティーブ・オースチン
- スパイク・ヒューバー
- スパイロス・アリオン
- 曹駿
- ソニー・キング

タ行
- タイガー・コンウェイ・ジュニア
- タイガー・ジェット・シン
- 大同山又道
- ダイヤモンド・ダラス・ペイジ
- タズ
- ダッチ・マンテル
- ダニー・クロファット
- ダニー・スパイビー
- タリー・ブランチャード
- ダリル・ピーターソン（マックス・ペイン）
- チック・ドノバン
- チャールズ・ライト（ザ・ゴッドファーザー、パパ・シャンゴ）
- ディーン・マレンコ
- ティト・サンタナ
- ティニエブラス
- ティム・ホーナー
- テッド・オーツ
- テッド・デビアス
- デイブ・フィンレー（フィット・フィンレー）
- デニス・コンドリー
- デビッド・サンマルチノ
- デビッド・シュルツ
- デビッド・テイラー
- テリー・ギッブス
- テリー・テイラー
- トニー・アトラス
- トニー・アンソニー
- トニー・ガレア
- トニー・セント・クレアー
- トミー・リッチ
- トム・プリチャード
- トム・マギー
- ドリー・ディクソン
- ドリー・ファンク・ジュニア
- ドン・カヌードル
- ドン・ムラコ

ナ行
- ニキタ・コロフ
- ニック・キニスキー
- ネイル・グアイ（ザ・ハングマン）
- ネイルズ
- ノーベル・オースチン
- ノーマン・スマイリー

ハ行
- ザ・バーバリアン（コンガ・ザ・バーバリアン）
- バグジー・マグロー
- ハクソー・ヒギンズ
- バック・ズモフ
- パット・タナカ
- バリー・ウインダム
- バリー・ダーソウ（デモリッション・スマッシュ、リポマン、クラッシャー・クルスチェフ）
- バル・ビーナス
- バロン・フォン・ラシク
- ハンク・ジェームス
- ピーター・ソーンリー（初代ケンドー・ナガサキ）
- ピート・ロバーツ
- ピエール・カール・ウエレ（ジャン＝ピエール・ラフィット）
- ビクター・リベラ
- ヒューゴ・サビノビッチ
- ビリー・ジャック・ヘインズ
- ビル・アーウィン
- ビル・ゴールドバーグ
- ビル・ダンディー
- ビル・デモット（ヒュー・モラス、ジェネラル・レクション）
- ヒルビリー・ジム
- ビル・ワット
- フィル・ヒッカーソン
- フライ・トルメンタ
- ブライアン・アディアス
- ブライアン・リー
- ブライアン・ノッブス
- ブライアン・ブレアー
- ブラック・ゴールドマン
- ブラッド・レイガンズ
- フランク・モレル
- ブルータス・ビーフケーキ
- ブルーノ・ベッカー
- フレッド・オットマン（タグボート、タイフーン、ザ・ショックマスター）
- フレッド・カリー
- ブレット・ハート
- ヘクター・ゲレロ
- ポークチョップ・キャッシュ
- ホースト・ホフマン
- ポール・エラリング
- ポール・ダイヤモンド
- ポール・ローマ
- ホセ・ゴンザレス
- ボビー・ダンカン
- ボビー・バス
- ボビー・フルトン
- ボブ・オートン・ジュニア（カウボーイ・ボブ・オートン）
- ボブ・ダラセーラ
- ボブ・ループ
- ボリス・ズーコフ
- ホンキー・トンク・マン

マ行
- マーク・メロ（ジョニー・B・バッド）
- マーク・ヤングブラッド
- マーク・ルーイン
- マーク・ロウリネイティス（ザ・ターミネーター）
- マイク・イーノス（ブレイク・ビバリー）
- マイク・ジョージ
- マイク・ミラー
- マイク・ロトンド（マイケル・ウォールストリート、IRS）
- マイケル・ヘイズ
- マグナムTA
- マスクド・スーパースター（デモリッション・アックス、ボロ・モンゴル）
- マニー・フェルナンデス
- マンド・ゲレロ
- ミック・フォーリー（カクタス・ジャック、マンカインド）
- ミレ・ツルノ
- ムーンドッグ・スプラット（ジャイアント・ゴライアス、ババ・ホワイト）
- メイヴェン

ヤ行
- ユーコン・ピエール

ラ行
- ラーズ・アンダーソン
- ラジャ・ライオン
- ラニー・ポッフォ（ザ・ジニアス）
- ラリー・ズビスコ
- ラリー・レーン
- ランス・ストーム
- ランス・フォン・エリック
- ランディ・ローズ
- 力抜山
- リコ
- リッキー・スター
- リッキー・スティムボート
- リッキー・モートン
- リック・マーテル
- リップ・モーガン
- リップ・ロジャース
- リュック・ポワリエ（ムッシュ・ランボー）
- リンゴ・メンドーサ
- ルーク・ウィリアムス
- ルーサー・レインズ
- レイモンド・ルージョー
- レヴィ・クーパー
- レックス・ルガー
- ローラン・ボック
- ロジャー・スミス（スーパー・アサシン）
- ロッド・プライス
- ロニー・ガービン
- ロバート・ギブソン
- ロバート・フラー（カーネル・ロバート・パーカー）
- ロバート・ホーン（サー・モー）
- ロビー・ブルックサイド
- ロベルト・ソト
- ロン・シモンズ（ファルーク）
- ロン・フラー
- ロン・ミラー

ワ行
- ワンマン・ギャング

### 故人
ア行
- アート・トーマス
- アーニー・ラッド
- アーノルド・スコーラン
- アイアン・シーク
- アクラム・ペールワン
- アド・サンテル
- アドリアン・アドニス
- アニバル
- アファ・アノアイ
- アブドーラ・タンバ
- アル・コステロ
- アルバート・ウォール
- アルゼンチン・アポロ
- アルティメット・ウォリアー
- アルフォンソ・ダンテス
- アレックス・スミルノフ
- アンジェロ・ポッフォ
- アンジェロ・モスカ
- アントニオ・ロッカ
- アンドレ・ザ・ジャイアント
- アントン・ヘーシンク
- アンヘル・ブランコ
- イゴール・ボディック（マイティ・イゴール）
- イワン・コロフ
- イワン・ストロゴフ
- ウイルバー・スナイダー
- ウィレム・ルスカ
- ウマガ（ジャマール）
- ウラカン・ラミレス
- ザ・ウルフマン
- エイブ・ジェイコブズ（アベ・ヤコブ、レッド・ピンパネール）
- S・D・ジョーンズ
- エディ・ギルバート
- エディ・グラハム
- エディ・ゲレロ
- エディ・サリバン
- エド・ルイス
- エドワード・カーペンティア
- エミリオ・チャレス・ジュニア
- MS1
- エリック・ザ・レッド（エリック・ジ・アニマル）
- エル・ゴリアス（グレート・ゴライアス）
- エル・サント
- エル・ソリタリオ
- エル・テハノ
- エル・ヒガンテ（ジャイアント・ゴンザレス）
- エンリケ・トーレス
- オーエン・ハート
- オックス・ベーカー
- オットー・ワンツ
- オレイ・アンダーソン

カ行
- カート・ヘニング
- カール・ゴッチ
- カール・フォン・スタイガー
- ガイ・ミッチェル（ジェリー・バリアント）
- カト・クン・リー
- カマラ（初代ジャイアント・キマラ）
- ギガンテス（ザ・ウォール）
- キム・イル（大木金太郎）
- 金光植（キラー・キム）
- キラー・カール・クラップ
- キラー・カール・コックス
- キラー・コワルスキー
- キラー・トーア・カマタ
- キラー・ブルックス
- ギル・ヘイズ
- キング・イヤウケア
- キング・コング
- キングコング・バンディ
- キンジ渋谷
- クラッシャー・ブラックウェル
- クラッシャー・リソワスキー
- クリス・アダムス
- クリス・キャンディード
- クリス・テイラー
- クリス・フォン・エリック
- クリス・ベノワ（ワイルド・ペガサス）
- クリス・マルコフ
- クリス・ヤングブラッド
- グリズリー・スミス
- クルト・フォン・ヘス
- グレート・アントニオ
- グレート東郷
- クン・フー
- ケビン・サリバン
- ケビン・ランデルマン
- ゲーリー・オブライト
- ゲーリー・ハート
- ケリー・フォン・エリック
- ケン・ルーカス
- ゴードン・ネルソン
- ゴリー・ゲレロ
- ゴリラ・モンスーン

サ行
- サイクロン・ネグロ（カリプス・ハリケーン）
- サニー・マイヤース
- サブゥー
- サム・スティムボート
- サンダー・ザボー
- ザ・シーク
- シーク・アドナン・アル＝ケイシー（ビリー・ホワイト・ウルフ、ジェネラル・アドナン）
- ジート・モンゴル
- ジェイ・ブリスコ
- ジェイ・ヤングブラッド
- JCベイリー
- ジェス・オルテガ
- ジェフ・ポーツ
- ジェリー・グラハム
- ジェリー・ブラウン
- ジェリー・モロー（稲妻二郎）
- シカ・アノアイ
- シッド・ビシャス
- ジノ・ヘルナンデス
- ジプシー・ジョー
- ジミー・スヌーカ
- ジミー・デル・レイ（ジミー・バックランド）
- ジム・ナイドハート
- ジャッキー・ファーゴ
- ジャック・デ・ラサルテス
- ジャック・ブリスコ
- ジャンクヤード・ドッグ
- ジョー・ルダック
- ジョージ・ゴーディエンコ
- ジョージ・スティール
- ジョージ・ハッケンシュミット
- ショーン・オヘア
- ジョディ・ハミルトン（ジ・アサシン）
- ジョナサン・ボイド
- ジョニー・ウィーバー
- ジョニー・バリアント
- ジョニー・バレンタイン
- ジョニー・バレンド
- ジョニー・パワーズ
- ジョニィ・デ＝ファジオ
- ジョン・ダ・シルバ
- ジョン・テンタ（アースクェイク）
- ジョン・トロス
- ジン・アンダーソン
- ジン・キニスキー
- ジン・ルイス
- スウィート・ダディ・シキ
- スウェード・ハンセン
- スーパースター・ビリー・グラハム
- スカイ・ハイ・リー
- スカル・マーフィー
- スカンドル・アクバ
- スキップ・ヤング（スウィート・ブラウン・シュガー）
- スコット・アーウィン（スーパー・デストロイヤー、ジ・アステロイド）
- スコット・ホール
- スタン・スタージャック
- スタン・プラスキー（スタン・バション、マッド・ラシアン）
- スタン・フレイジャー（初代ザ・コンビクト、アンクル・エルマー）
- スティーブ・ウィリアムス
- スティーブ・ドール（スティーブン・ダン）
- スティーブ・トラビス
- スチュ・ハート
- スプートニク・モンロー
- セーラー・ホワイト（ムーンドッグ・キング）
- ゼブラ・キッド

タ行
- ターザン・タイラー
- ダイナマイト・キッド
- ダグ・サマーズ
- ダグ・ファーナス
- ダグ・リンゼイ（ダグ・ギルバート、ザ・プロフェッショナル）
- ダスティ・ローデス
- ダッチ・サベージ
- ダニー・ホッジ
- ダニー・リトルベア
- ダニー・リンチ
- ダラ・シン
- タルサン・ロペス
- タンク・パットン
- ダン・ミラー
- チーフ・ジェイ・ストロンボー
- チャボ・ゲレロ・シニア
- ディアブロ・ベラスコ
- ディーン樋口（ディーン・ホー）
- ディック・ザ・ブルーザー
- ディック・スタインボーン
- ディック・スレーター
- ディック・ハットン
- ディック・マードック
- ディノ・ブラボー
- デイビーボーイ・スミス
- デール・ルイス
- テキサス・マッケンジー
- テスト
- ザ・デストロイヤー
- デビッド・フォン・エリック
- デューク・ケオムカ
- テリー・ゴディ
- テリー・ファンク
- トージョー・ヤマモト
- ドクトル・ワグナー
- トニー・チャールズ
- トニー・パリシ
- トニー・ホーム（ルドヴィッグ・ボルガ）
- トニー・ボーン
- トニー・マリノ
- トム・ジンク
- トム・レネスト（ジ・アサシン）
- ドリー・ファンク・シニア
- トレイシー・スマザーズ
- トレント・アシッド
- ドン・ケント
- ドン・ジャーディン（スーパー・デストロイヤー、ザ・スポイラー）
- ドン・バス
- トミー・ロジャース
- ドン・デヌーチ
- ドン・マノキャン
- ドン・レオ・ジョナサン

ナ行
- ニコライ・ボルコフ
- ニック・ボックウィンクル
- ネルソン・フレイジャー・ジュニア（メイブル、ヴィセラ、ビッグ・ダディV）
- ネルソン・ロイヤル
- ノーマン・フレデリック・チャールズ3世

ハ行
- ハーキュリーズ（ヘラクレス・ヘルナンデス）
- バージル
- ハードボイルド・ハガティ
- ハートリー・ジャクソン
- ハーリー・レイス
- バーン・ガニア
- パク・ソン
- バズ・ソイヤー
- バズ・タイラー
- バック・ロブレイ
- パット・オコーナー
- パット・パターソン
- パット・バレット
- パット・ローチ
- バッドニュース・アレン（バッドニュース・ブラウン）
- ハッピー・ハンフリー
- バディ・ウォルフ
- バディ・オースチン
- バディ・コルト
- バディ・ランデル
- バディ・ローズ
- バディ・ロジャース
- バディ・ロバーツ
- パトリオット
- ハルク・ホーガン
- ハロルド坂田
- バロン・マイケル・シクルナ
- ハンス・シュミット
- ハンス・シュローダー
- ハンス・モーティア（ターザン・ゾロ）
- バンバン・ビガロ
- パンピロ・フィルポ
- ザ・ビースト（イヴォン・コーミエ）
- ピーター・メイビア
- ピエール・マーチン（フレンチ・マーチン）
- ビジャノ1号
- ビジャノ2号（英語版）
- ビジャノ3号
- ビッグ・ジョン・クイン
- ビッグ・ジョン・スタッド
- ビッグバン・ベイダー
- ビッグ・ボスマン
- ビッグ・レッド
- ビリー・ジョイス
- ビリー・トラヴィス
- ビリー・マクガイヤー
- ビリー・レッド・ライオン
- ビル・ドロモ
- ビル・ミラー（ミスターX、ドクターX、ミスターM）
- ビル・ロビンソン
- ビル・ハワード
- ビル・ホワイト（レッド・デビル）
- フィッシュマン
- ブッチ・ミラー
- ブッチャー・バション
- ブッチャー・ブラニガン
- ブッチ・リード
- ブライアン・アダムス（クラッシュ）
- ブライアン・クリストファー（グランドマスター・セクセイ）
- ブライアン・ピルマン
- ブラソ・デ・オロ
- ブラソ・デ・プラタ
- ブラック・キャット
- ブラックジャック・マリガン
- ブラックジャック・ランザ
- ブラック・バート
- ブラックマン
- ブラッド・アームストロング
- フランキー・レイン
- フランク・ゴッチ
- ブリックハウス・ブラウン
- フリッツ・フォン・エリック
- プリモ・カルネラ
- ブル・カリー
- ブル・ラモス
- ブルーザー・ブロディ
- ブルート・バーナード
- ブルー・デモン
- ブルドッグ・ブラワー
- ブルーノ・サンマルチノ
- ブレイ・ワイアット
- フレッド・ブラッシー
- プロフェッサー・タナカ
- ベアキャット・ライト
- ヘイスタック・カルホーン
- ベスティア・サルバヘ
- ペドロ・モラレス
- ペッツ・ワトレー
- ペッパー・ゴメス
- ベニー・マクガイヤー
- ペロ・アグアヨ
- ベンジー・ラミレス（初代ザ・マミー、ザ・キラー）
- ベン・シャープ
- ホイッパー・ビリー・ワトソン
- ホセ・ロザリオ
- ボビー・イートン
- ボビー・シェーン
- ボビー・ジャガーズ
- ボビー・ダンカン・ジュニア
- ボビー・ヒーナン
- ボブ・アームストロング
- ボブ・オートン
- ボブ・ガイゲル
- ボブ・スウィータン
- ボブ・ブラウン
- ボボ・ブラジル
- ボリス・マレンコ
- ポール・オーンドーフ
- ポール・ジョーンズ

マ行
- マーク・ロコ（初代ブラック・タイガー）
- マイク・オーサム（ザ・グラジエーター）
- マイク・カーシュナー（初代レザーフェイス）
- マイク・グラハム
- マイク・シャープ
- マイク・シャープ・ジュニア（アイアン・マイク・シャープ）
- マイク・ショー（マッド・モンク、フライアー・ファーガソン、バスチャン・ブーガー）
- マイク・デビアス
- マイク・ハラック（マンター、ブルーザー・マスティーノ）
- マイク・フォン・エリック
- マイク・ボイエッティ
- マイク・マーテル
- マグニフィセント・モーリス
- マサクレ
- マッドドッグ・バション
- マット・ボーン（初代ドインク・ザ・クラウン）
- マリオ・ミラノ
- ミスター・アトミック
- ミスター・フジ
- ミスター・モト
- ミスター・レスリング（ティム・ウッズ）
- ミスター・レスリング2号（ジョニー・ウォーカー）
- ミツ荒川
- ミッシング・リンク
- ムース・ショーラック
- ムース・モロウスキー
- ムーンドッグ・クージョ
- ムーンドッグ・スパイク
- ムーンドッグ・スポット
- ムーンドッグ・レックス
- モンゴリアン・ストンパー

ヤ行
- ユーコン・エリック
- ヨコズナ

ラ行
- 羅生門綱五郎
- ラ・フィエラ
- ラブ・マシーン（アート・バー）
- ラヨ・デ・ハリスコ
- ラリー・オーディ
- ラリー・シャープ
- ラリー・ハミルトン（ミズーリ・モーラー）
- ラリー・ヘニング
- ランス・ケイド
- ランディ・サベージ
- ランディ・タイラー
- リスマルク
- リッキー・ギブソン
- リッキー・スター
- リッキー・ロメロ
- リック・ルード
- リッパー・コリンズ
- リップ・オリバー
- リップ・タイラー
- リップ・ホーク
- ルイス・ヘルナンデス
- ルー・アルバーノ
- ルー・テーズ
- ルーク・グラハム
- ルーク・ブラウン
- ルーファス・ジョーンズ
- ルター・レンジ（ルーサー・リンゼイ）
- レイ・キャンディ
- レイ・スティーブンス
- レイ・メンドーサ
- レオ・ノメリーニ
- レオ・バーク
- レジー・パークス
- レス・ソントン
- レックス・キング（ティモシー・ウェル）
- レッド・バスチェン
- レネ・グレイ
- レロイ・ブラウン
- ロイ・ヘファーナン
- ロード・アルフレッド・ヘイズ
- ロード・ウォリアー・アニマル（アニマル・ウォリアー）
- ロード・ウォリアー・ホーク（ホーク・ウォリアー）
- ロード・ブレアース
- ロジャー・カービー
- ロッキー・ジョンソン
- ロディ・パイパー
- ロニー・エチソン
- ロニー・メイン
- ロン・スター
- ロン・バス

ワ行
- ワイルド・アンガス
- ワフー・マクダニエル
- ワルドー・フォン・エリック

## 海外団体の女子選手

### 現役の選手
- アニー・ソーシャル
- アマゾン
- アマポラ
- アメージング・コング（オーサム・コング、カルマ）
- アリー
- アリシン・ケイ
- アリソン・デインジャー
- アルファ・フィーメル
- アレクサ・ダッチャー
- イ・ヘイラン
- イーヴィー
- イルマ・アギラール
- エイプリル・デイヴィッズ
- エイプリル・ハンター
- エステル・モレノ
- エストレジータ
- カサンドラ（プリンセサ・サンディー）
- キャサリン・パワー
- キャンディス・レラエ
- キンバー・リー
- クリスティーナ・フォン・エリー
- クレイジー・マリー・ドブソン
- ケイ・リー・レイ
- ゲイル・キム
- ケーシー・オーウェンズ
- ケリー・スケーター
- コートニー・ラッシュ
- ゴヤ・コング
- サブリナ
- サラ・デル・レイ
- サンタナ・ギャレット
- J・J
- ジェイミー・D
- ジェスカ
- ジェニー・ローズ
- ジェニファー・ブレイク
- シ・ナ・ナ
- ジャズ
- ジャッキー・ゲイダ
- シュー・ヤン
- ジュビア
- シンティア・モレノ
- シンプリー・ルーシャス
- スター・ファイヤー
- セクシー・スター
- セリーナ・ディーブ
- セリーナ・メジャース（バンビ）
- ダーク・エンジェル
- タニア（タニア・ラ・ゲリジェーラ）
- ダリス・ラ・カリベーニャ
- チアリーダー・メリッサ
- チェ・ソーラ
- チェルシー・ダイヤモンド
- チカ・トルメンタ
- チャーリー・サモン・オージー
- ティグレサ・カリエンテ
- ティファニー
- トニー・ストーム
- ニコル・マヒューズ
- ニッキー・ストーム
- ネフタリ（英語版）
- ハイジ・カトリーナ
- バケリータ
- ファビー・アパッチェ
- プリンセサ・スヘイ
- ヘイディ・ラブラス
- ヘイリー・ヘイトレッド
- ペギー・リー・レザー
- ポーシャ・ペレス
- マイティー・メル
- マスク・ド・サン
- マリー・アパッチェ
- マリア
- マリア・ホサカ
- マルセラ
- ミア・イム
- ミシェル・マクール
- ミスシェフ
- ミッキー・ナックルズ
- メラニー・クルーズ
- ラ・コマンダンテ
- ラ・ロサ・ネグラ
- ルナ・マヒカ
- ルフィスト
- レイラニ・カイ
- レディ・アパッチェ
- レベッカ・ノックス
- ロサ・ボニータ

### 引退した選手
- アランドラ・ブレイズ（メデューサ）
- イルマ・ゴンザレス
- ウィッチ・ウォリアー（アイアン・メイデン）
- ウィノナ・リトルハート（ウィニー・バークレー）
- ウェズナー・ビュージック
- ウェンディ・リヒター
- エベリア・ペレス
- サンディ・パーカー
- ジーン・アントン
- ジェシー・ベネット（バイオニックJ）
- シェリル・ルーサー
- ジャクリーン・ムーア
- ジュディ・マーチン
- ジョイス・グレーブル
- スー・グリーン
- スーザン・スター
- ステイシー・キーブラー
- ステファニー・マクマホン
- スレイマ
- セイブル
- テイラー・マティーニ
- デスピナ・マンタガス
- デズリー・ピーターセン
- デビー・マレンコ
- デルタ・ダーン
- ドーン・マリー・ジョンストン
- トリー・ウィルソン
- トリッシュ・ストラタス
- パンテラ・スレーニャ（ラ・ギャラクティカ）
- ビッキー・ウィリアムス
- プリンセス・ビクトリア
- ベッツィー・ルース（アンドレアル・マザー）
- ベティ・ニコライ
- ベルベット・マッキンタイヤー
- ポーラ・ケイ
- マグニフィセント・ミミ
- マルタ・ビジャロボス
- ミスティー・ブルー・シムズ（英語版）
- ユーコン・エリカ
- リタ
- レイナ・ガレゴス（ラ・ギャラクティカ2号）
- レイン（ペイントン・バンクス）
- レジー・ベネット
- ローラ・ゴンザレス
- ロキシー・コットン
- ロッキン・ロビン
- ロッシー・モレノ

### 故人
- ケイ・ノーブル
- シェリー・マーテル
- ジョーニー・ローラー（チャイナ）
- チャベラ・ロメロ
- ドナ・クリスタネーロ
- ファビュラス・ムーラ
- ビビアン・バション
- ペニー・バナー（英語版）
- ミルドレッド・バーク
- メイ・ヤング
- モンスター・リッパー
- ルナ・バション